# American Basketball Association
Die American Basketball Association (ABA) war eine US-amerikanische Basketball-Profiliga. Sie existierte zwischen 1967 und 1976 parallel zur National Basketball Association (NBA) und bestand aus elf Teams. Am 17. Juni 1976 fusionierten ABA und NBA, wobei lediglich vier Teams der ABA in die NBA aufgenommen wurden: Denver Nuggets, Indiana Pacers, San Antonio Spurs und die New Jersey Nets.
Von finanzkräftigen Investoren gegründet, überlebte die ABA länger als andere Konkurrenten der NBA (bspw. die NBL oder die ABL). Da anfangs kaum ein Spieler aus der NBA in die ABA wechseln wollte, spielten dort meist schwache Spieler, was der ABA den Ruf einer „Minor League“ einbrachte. Aufgrund des farbigen Spielballs und der spektakulären Spielweise junger Spieler wie Connie Hawkins und Julius Erving wurde von der ABA auch despektierlich als „Beach Basketball League“ gesprochen.
Attraktiv war die ABA vor allem für College-Abbrecher, da die NBA zu jener Zeit nur Spielern den Zugang zum Draft erlaubte, deren College-Jahrgang den Abschluss machte. Die ABA hatte diese Beschränkung nicht, und so wechselten Spieler wie Erving, Hawkins, Spencer Haywood und George Gervin schon vor ihrem College-Abschluss ins Profilager. 1974 wurde mit Moses Malone sogar ein Spieler direkt aus der Highschool verpflichtet. Einige Jahre später lockerte auch die NBA ihre Draft-Regularien und ebnete so den Weg für College-Abbrecher wie Magic Johnson oder Shaquille O’Neal.
Einer der wenigen Starspieler, die der NBA den Rücken kehrten und in die ABA wechselten, war Rick Barry. Wegen des laufenden Vertrages mit den San Francisco Warriors musste Barry allerdings ein Jahr aussetzen, bevor er 1968/69 für die Oakland Oaks auflief und die ABA-Meisterschaft gewann. Viele College-Stars wie Kareem Abdul-Jabbar und Elvin Hayes wechselten aber trotz verlockender Vertragsangebote weiterhin in die populärere und spielstärkere NBA.
In den 1970er Jahren war die ABA mehr denn je für ihre spektakuläre Spielweise bekannt. Nach außen hin repräsentierte ein Mann die ABA, und zwar in einem Maß, wie es später nur Michael Jordan für die NBA tun sollte: Julius Erving von den New York Nets. Seine Popularität war einer der Hauptgründe, warum sich die ABA trotz finanzieller Schwierigkeiten so lange hielt und warum die NBA an einer Fusion sehr interessiert war.
Die ABA brachte zahlreiche Neuerungen ins Basketballregelwerk ein. So wurde in der ABA der Slam Dunk Contest erfunden, der 1976 zuerst stattfand. Heute ist er ein bei den Fans sehr beliebter Bestandteil des NBA All-Star Weekends.

## ABA-Champions
| 1967–68 | Pittsburgh Pipers | 4-3 | New Orleans Buccaneers |
| 1968–69 | Oakland Oaks      | 4-1 | Indiana Pacers         |
| 1969–70 | Indiana Pacers    | 4-2 | Los Angeles Stars      |
| 1970–71 | Utah Stars        | 4-3 | Kentucky Colonels      |
| 1971–72 | Indiana Pacers    | 4-2 | New Jersey Nets        |
| 1972–73 | Indiana Pacers    | 4-3 | Kentucky Colonels      |
| 1973–74 | New Jersey Nets   | 4-1 | Utah Stars             |
| 1974–75 | Kentucky Colonels | 4-1 | Indiana Pacers         |
| 1975–76 | New Jersey Nets   | 4-2 | Denver Nuggets         |